# Nicolas Joseph Cugnot
Pour les articles homonymes, voir Cugnot.
 (décembre 2022).
Nicolas Joseph Cugnot, né le 25 février 1725, à Void (Meuse) en Lorraine, et mort le 2 octobre 1804 (à 79 ans) à Paris, est un ingénieur militaire français connu pour avoir conçu et réalisé, entre 1769 et 1771, le premier véhicule automobile jamais construit dans le monde. Il s'agit d'un fardier d'artillerie, mû par une machine à vapeur à deux cylindres, conservé en parfait état au musée des arts et métiers à Paris. 

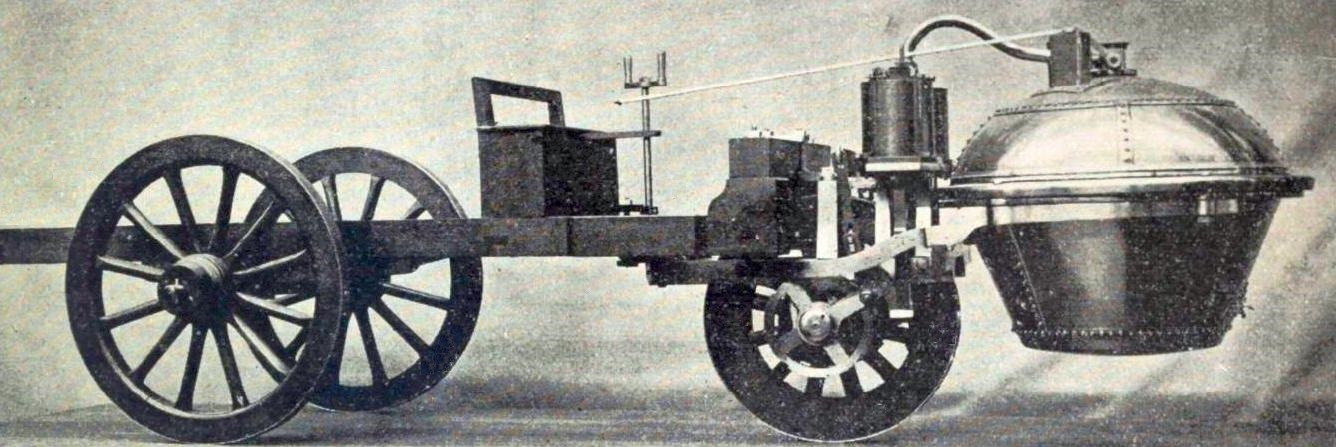
Le deuxième fardier de Cugnot, ici exposé en 1901 au Musée central de la Mécanique française.

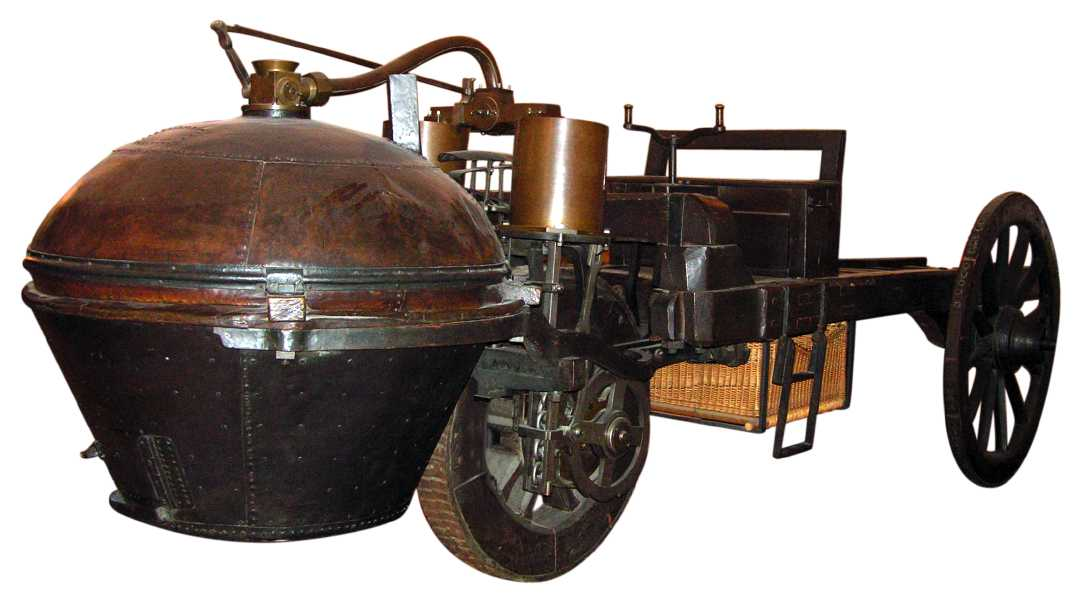
Le même -modèle de 1771-, désormais conservé au musée des arts et métiers de Paris.

## Biographie

### Ses grands projets et son heure de gloire
Le travail de Cugnot reste centré sur le domaine militaire. Ses observations sur l'artillerie lourde, le transport et la fortification lui inspirent quelques idées d'inventions nouvelles. Ainsi, il met au point un fusil spécial utilisé par les militaires à cheval. Cependant, ayant d'autres perspectives, concernant entre autres les machines à vapeur, il se retire de l'armée en 1763, pour se consacrer à ses propres recherches.
Après un bref séjour à Bruxelles, Cugnot rentre à Paris et publie en 1766 Éléments de l'art militaire ancien et moderne et, en 1769, Fortification de campagne théorique et pratique, ouvrage qui rencontrera un certain succès et grâce auquel il se fait connaitre dans les milieux militaires. Son concept de véhicule à vapeur, jusqu'alors jamais envisagé, est pris au sérieux. La technologie toute nouvelle de la machine à vapeur (voir Denis Papin et James Watt) est alors un domaine de recherche de pointe.
Le duc de Choiseul, alors secrétaire d'État de la Guerre, tente au même moment de développer l'artillerie : Jean-Baptiste Vaquette de Gribeauval, l'ingénieur militaire délégué à ces missions, donne sa chance à Cugnot et à son fardier,. Très intéressé, Choiseul soutient la construction d'un premier prototype, « aux frais du roi », en 1769, surnommé le "cabriot". Les essais sont menés en octobre.
Ceux-ci sont concluants, malgré quelques problèmes techniques. La construction d'un second prototype en vraie grandeur est alors ordonnée par Gribeauval. C'est un grand tournant dans la carrière de Cugnot : le coût exorbitant du projet et les fortes réserves émises par les ingénieurs quant à sa « faisabilité » n'ont pas suffi à invalider le programme.

### Multiples embûches et oublis

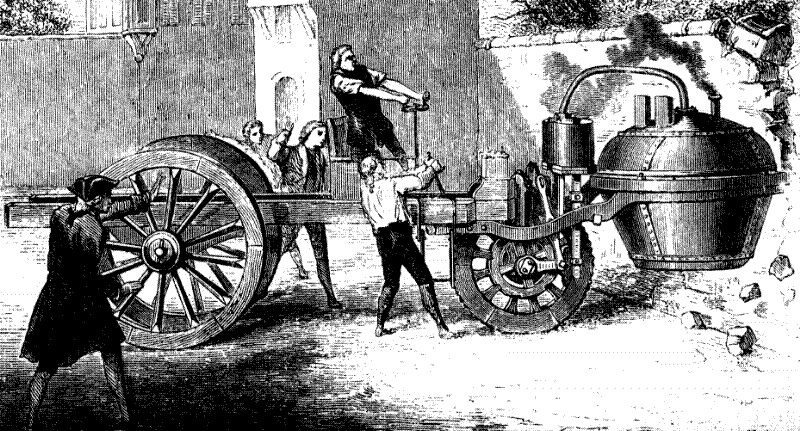
Premier accident d'automobile, 1770

La suite de la vie de Cugnot est semée de déconvenues. Le véhicule « grandeur nature » étant prêt en 1770, ses premiers essais ont lieu en novembre 1770 à Vanves. Un premier accident survient : on ne parvient pas à freiner le fardier qui défonce un mur en briques.
Une fois l'engin réparé, en juin 1771, Cugnot perd deux de ses précieux soutiens, Choiseul et Gribeauval : le premier a quitté ses fonctions un an plus tôt, le second est également tombé en disgrâce. Les essais ne peuvent se poursuivre. Le prototype est entreposé à l'Arsenal où il tombe dans l'oubli.
À partir de ce moment, on n'entend plus parler de Cugnot dans le domaine militaire. Il continue cependant ses recherches seul : il publie en 1778 Théories de la Fortification. À partir de 1779, il touche une pension de 660 livres par an, eu égard à l'intérêt de ses inventions. Dix ans plus tard éclate la Révolution française à Paris : il perd ses revenus et s'installe en Belgique. En 1800, à son retour à Paris, une maigre rente du Consulat lui est attribuée, grâce à laquelle il peut finir sa vie sans souci financier. Cugnot meurt en octobre 1804 à Paris, sans descendance.

## Le «chariot à feu» ou «fardier de Cugnot»
C'est donc essentiellement le prototype connu comme le « fardier de Cugnot » qui a immortalisé le nom de son créateur. Selon certains de ses contemporains, comme Gribeauval, deux fardiers ont été construits officiellement, le premier étant un modèle réduit.

### Origines de l'invention
C'est sans doute lors de son service dans l'armée que Cugnot élabore son projet de fardier à vapeur. L'observation des énormes caissons à traction hippomobile servant au déplacement des pièces d'artillerie, la lourde intendance nécessaire à l'entretien des animaux, source de retard et de lenteur, suggèrent sans doute à Cugnot une solution visant à remplacer la traction hippomobile. Ce problème avait déjà été envisagé par son prédécesseur Denis Papin, qui a construit un bateau à vapeur dès 1707, ainsi que par Thomas Newcomen, créateur de la première machine à vapeur proprement dite. Néanmoins, ces inventions ont dû influencer Cugnot.

### Un projet ambitieux
Les dimensions du véhicule sont importantes : 7,25 m de long et 2,19 m de large. Les roues arrière font 1,23 m de diamètre. Il ne pèse pas moins de 2,8 tonnes à vide et environ 8 tonnes en charge : ancêtre, outre de l'automobile, des chars d'assaut modernes, le fardier est avant tout conçu pour le transport des canons. La célèbre « marmite », cuve à eau du système de propulsion, mesure près de 1,50 m de diamètre. La réalisation d'un tel projet nécessite des fonds considérables : il coûte environ 20 000 livres de l'époque, comparables à 480 000 euros de 2024. L'armée ne lésine donc pas sur les moyens : ce nouveau système de transport d'armes lourdes suscite un intérêt indéniable.
C'est grâce au soutien financier de Gribeauval et de Choiseul que le second fardier est construit après les essais du premier en 1769 : il est alors fait appel à Denis Brézin dès avril 1770 pour le lancement du « chantier » ; les pompes (cylindres et pistons) sont fabriquées à l'Arsenal de Strasbourg. Rien n'est refusé au bon déroulement de ce projet d'avant-garde. Le « chariot à feu », après sa réparation (cf. accident de 1770), est prêt en juin 1771.

### Description du fardier

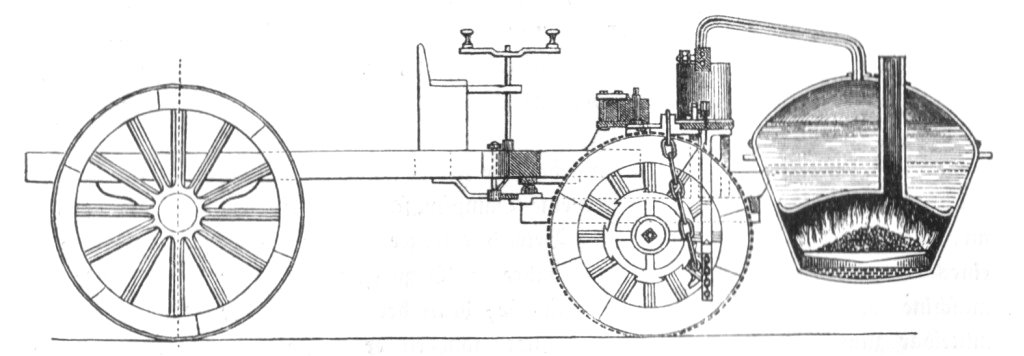
Schéma du fardier de Cugnot

Le véhicule se compose de deux parties principales : le moteur (foyer et chaudière), c'est-à-dire la marmite située à l'avant, énorme récipient sous pression, en cuivre, et le châssis, constitué de deux poutres longitudinales reliées par des traverses en bois, structure où doivent prendre place le conducteur et le chargement. La charge repose essentiellement sur les deux grandes roues arrière.
S'agissant de la partie avant, tractrice, les idées de Cugnot sont déjà innovatrices : le « moteur » est constitué d'une machine à vapeur à deux cylindres verticaux, les pistons entraînant une unique roue motrice. La marmite alimente la machine à vapeur grâce à un système de transmission de vapeur d'eau sous pression. La machine entraînant la roue motrice par pistons est le prototype simplifié des locomotives à vapeur du siècle suivant.
L'appellation « fardier » désigne ce type de chariots destinés au transport des charges très lourdes (fardeaux).

### Fonctionnement et utilisation
Dans l'histoire humaine, le « chariot à feu » de Cugnot est le premier véritable prototype de véhicule automobile capable de transporter son conducteur et une charge. C'est aussi la première machine à vapeur à rotation.
Le fardier utilise un moteur dérivé de la machine de Thomas Newcomen pour faire tourner une roue motrice unique à l'aide de deux pistons transmettant l'énergie fournie par une chaudière à vapeur. La « marmite » contient une réserve d'eau portée à ébullition par un foyer à bois et la vapeur se transmet via un tuyau à deux pistons entraînant la roue dans un mouvement circulaire (machine dite « atmosphérique » de type Newcomen). Le véhicule dispose de quatre commandes : le frein, les poignées de direction (sorte de volant) qui agissent sur la roue motrice, une tringle reliée au robinet de vapeur et faisant office d'accélérateur, et deux cliquets inversant le mouvement à double effet des pistons pour engager la marche arrière.
Demeuré à l'état de prototype, le fardier souffre de graves défauts de jeunesse. Tout d'abord la mise en œuvre est très longue : l'eau doit atteindre la température voulue ; puis le combustible se consume très rapidement. Les pauses pour recharger le moteur sont donc fréquentes : toutes les douze minutes environ. Le fardier, lorsqu'il est en côte, ne développe pas assez de puissance, du fait de la faible pression de la vapeur. Cugnot n'a pas résolu le problème du freinage, ce qui peut être fatal en descente : la simple pédale qui sert de frein est pratiquement inopérante dans ce cas. Enfin, la vitesse maximale, bien que constituant un succès technologique remarquable, reste néanmoins faible (entre 3,5 et 4 km/h) et permet tout juste de suivre une armée à pied. En dépit de son utilité certaine dans le transport de charges lourdes, le fardier de 1771 n'est donc pas, en l'état, capable de remplacer efficacement les chevaux.

### Le fardier, après Cugnot et de nos jours

#### Trente ans plus tard
Trente ans après la fin des essais du fardier, un commissaire général de l'artillerie, nommé Roland, signale l'existence de l'engin, toujours entreposé à l'Arsenal, et propose de nouveaux essais à Bonaparte. Mais ce dernier, occupé à préparer la campagne d'Égypte, refuse. Pour gagner de la place, on le transfère alors dans l'abbaye de Saint-Martin-des-Champs, qui fait aujourd'hui partie du Musée des arts et métiers, où il est toujours conservé.
Cet exemplaire unique du premier véhicule automobile de l'histoire est parvenu jusqu'à nous dans un état de conservation remarquable.

#### Deux cent quarante et un ans plus tard
En 2010, un "fardier de Cugnot" est reconstruit à l'identique par les étudiants de l'école des Arts et Métiers ParisTech et la commune de Void-Vacon en Meuse. Il est en parfait état de marche, ce qui montre la validité du concept et la véracité des essais effectués en 1769. Cet exemplaire fut exposé pour l'occasion en 2010 au salon de l'automobile de Paris. Il est visible dans le village natal de Cugnot à Void-Vacon (Lorraine - Meuse) et sur le site de l'association Le fardier de Cugnot

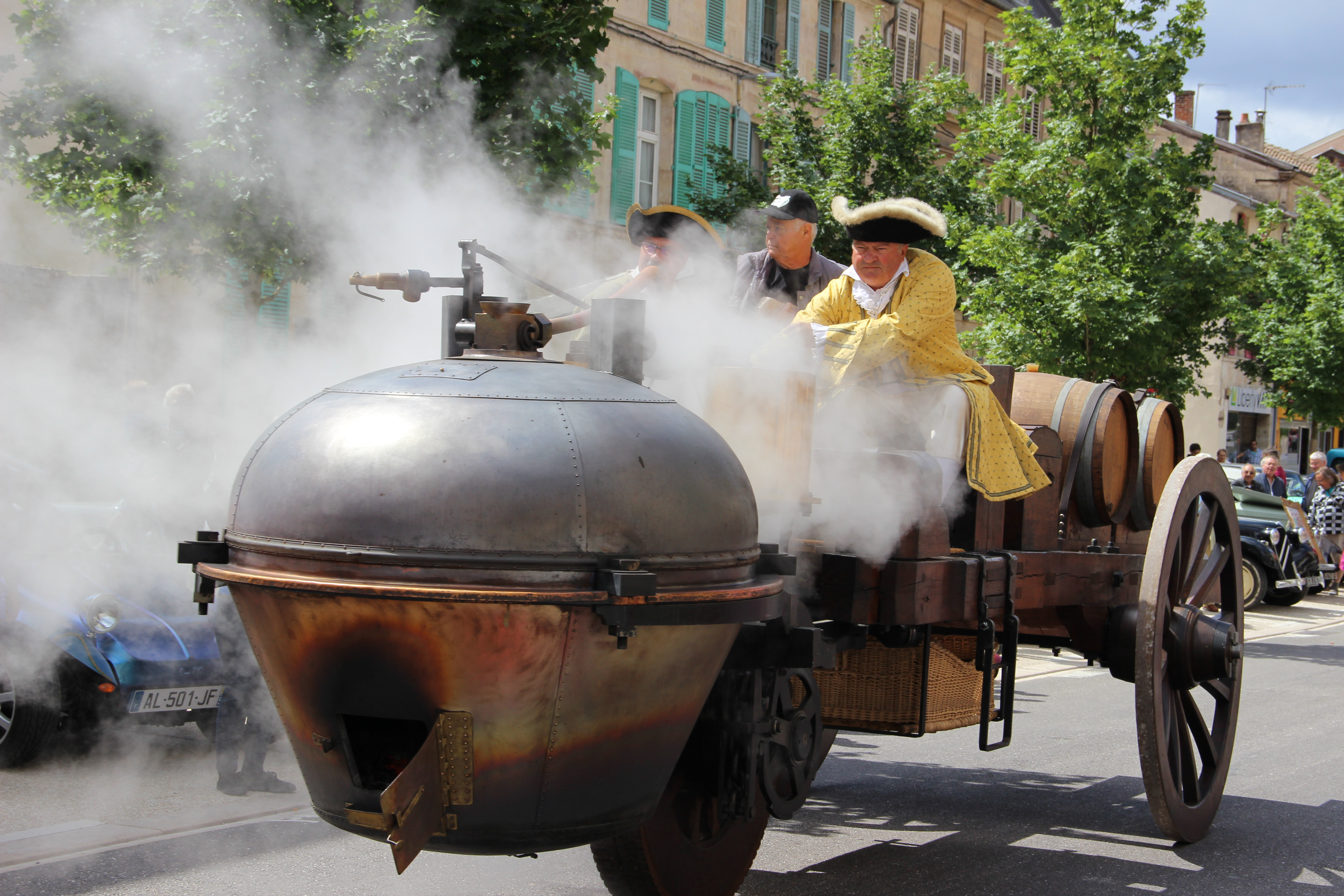
La réplique du fardier à Bar-le-Duc en juillet 2015
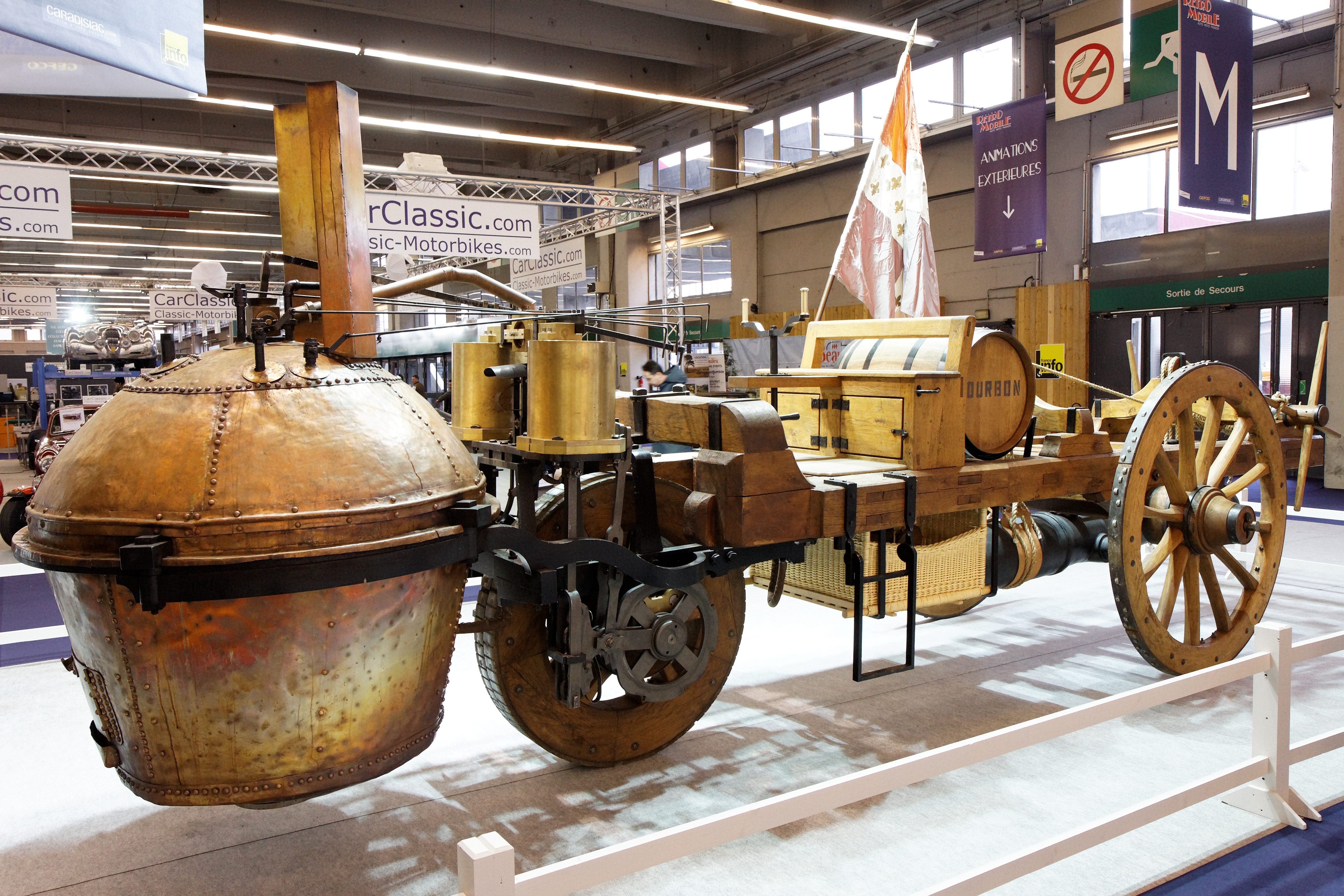
Réplique du Fardier en 2011 (Rétromobile).
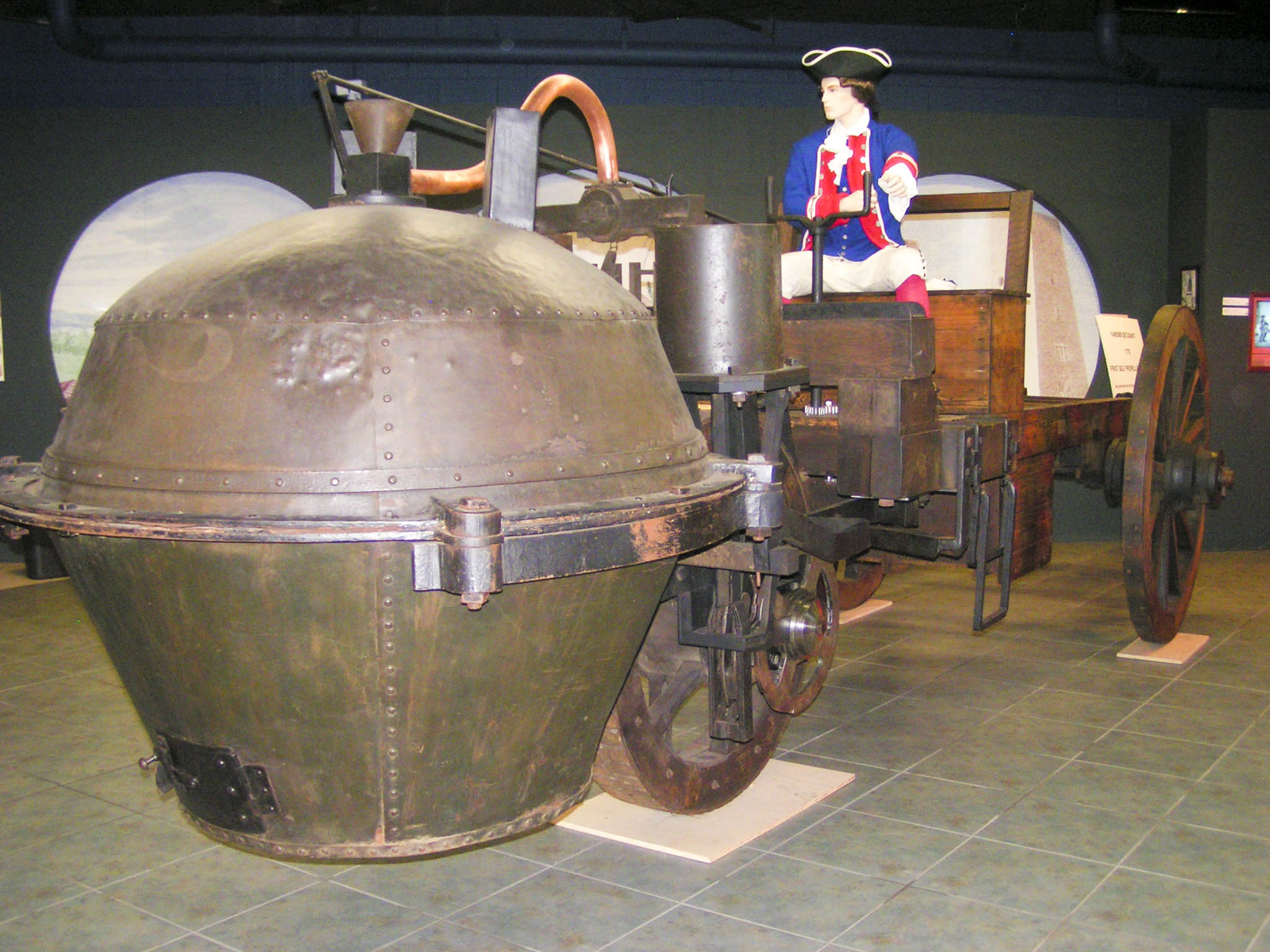
Réplique du Tampa Bay Automobile Museum.

Aux États-Unis, une réplique du fardier est exposée au Tampa Bay Automobile Museum.
En 2020, La Poste émet un timbre au tarif urgent consacré au fardier de Cugnot à l'occasion des 250 ans de sa création.

## Odonymie
Des voies et des établissements d'enseignement portent le nom de Joseph Cugnot dans un grand nombre de communes de France :
- une place et une salle des fêtes à Void-Vacon, sa ville natale ;
- des rues et avenues dans une trentaine de communes, dont une rue Cugnot à Paris ;
- des lycées professionnels à Chinon, Neuilly-sur-Marne et Toul.

### Notes

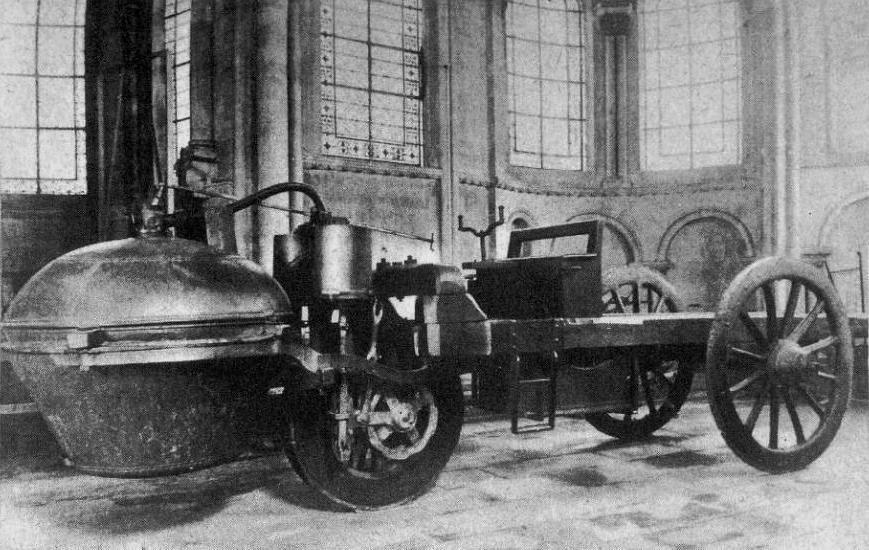
Une exposition du fardier de Cugnot (début du XXe siècle).

### Références

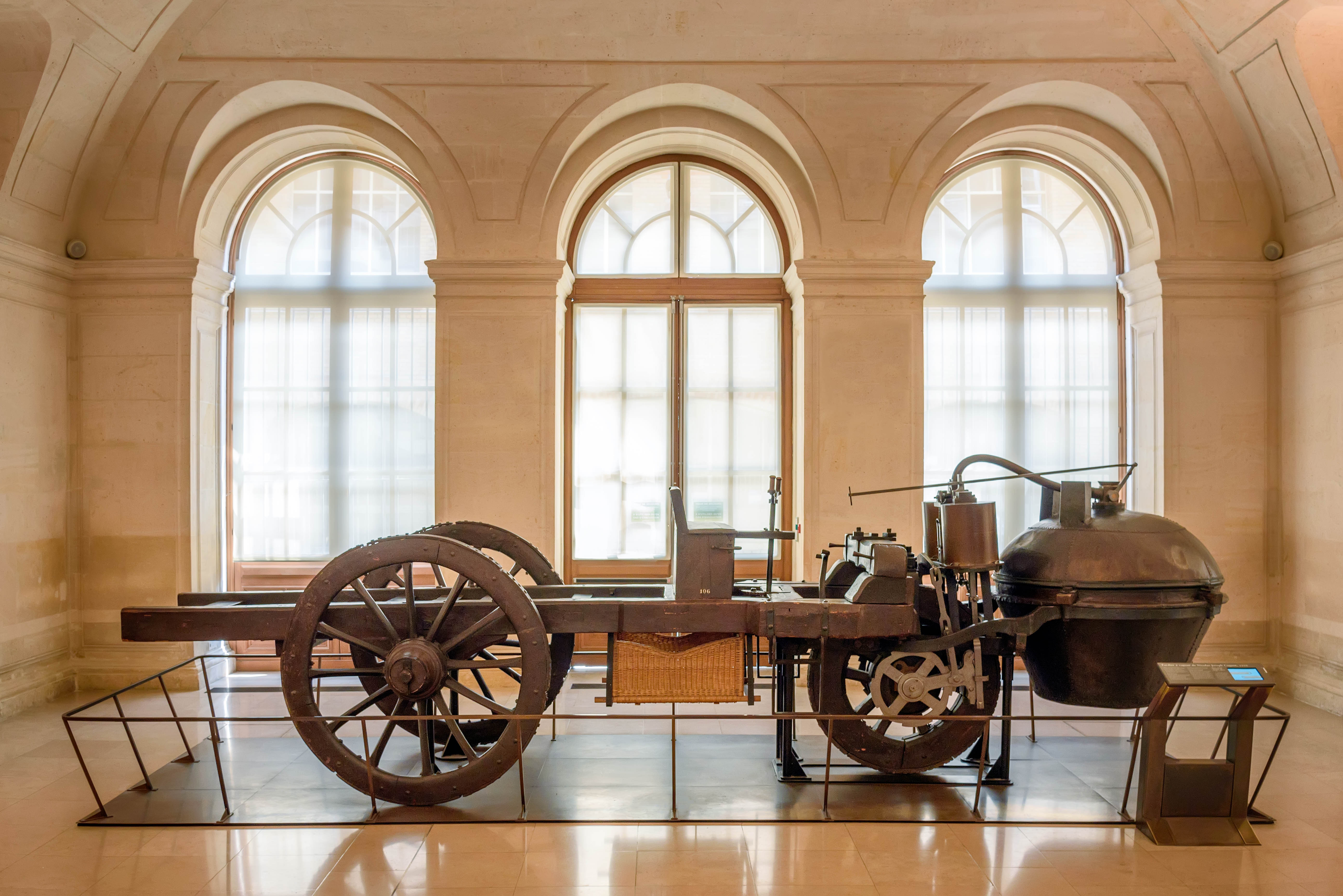
Emplacement actuel du fardier, au Musée des arts et métiers.